# リチャード・ジュエル (映画)
『リチャード・ジュエル』（Richard Jewell）は、2019年のアメリカ合衆国の伝記ドラマ映画。監督はクリント・イーストウッド、主演はポール・ウォルター・ハウザーとサム・ロックウェルが務めた。マリー・ブレナーが1997年に雑誌『ヴァニティ・フェア』に寄稿した記事『American Nightmare: The Ballad of Richard Jewell（アメリカの悪夢:リチャード・ジュエルのバラード）』を原作とし、1996年のアトランタオリンピックで爆発物を発見して多くの人命を救った英雄であるにもかかわらず、FBIやメディアに容疑者と見なされた実在の警備員リチャード・ジュエルを描いている。
2019年11月に開催されたAFI映画祭においてワールドプレミアが行われた。

## ストーリー
1996年7月27日、警備員のリチャード・ジュエルはアトランタ五輪の会場近くの公園で爆発物を発見した。リチャードの通報のお陰で、多くの人たちが爆発前に避難できたが、それでも2人の死者と100人以上の負傷者を出す大惨事となった（避難の最中に心臓発作で亡くなった人間も出た）。マスメディアは爆発物の第一発見者であるリチャードを英雄として持ち上げたが、数日後、地元紙が「FBIはリチャードが爆弾を仕掛けた可能性を疑っている」と報じた。それをきっかけに、マスメディアはリチャードを極悪人として糾弾するようになった。また、FBIはリチャードの自宅に2回も家宅捜索に入り、彼の知人たちにも執拗な聞き込みをするなど常軌を逸した捜査を行った。ジュエルはかつての職場で知り合った弁護士ワトソン・ブライアントを呼び出し、彼と共にこの理不尽な状況と対峙していくことになる。

## キャスト
※括弧内は日本語吹替
- リチャード・ジュエル: ポール・ウォルター・ハウザー（かぬか光明） - 警備員。爆発物の第一発見者。
- ワトソン・ブライアント[7]: サム・ロックウェル（家中宏） - 弁護士。リチャードの知り合い。
- バーバラ・"ボビ"・ジュエル: キャシー・ベイツ（小宮和枝） - リチャードの母親。
- トム・ショウ: ジョン・ハム（山野井仁） - FBI捜査官。
- キャシー・スクラッグス: オリヴィア・ワイルド（庄司宇芽香） - 新聞記者。
- ダン・ベネット: イアン・ゴメス（英語版） - FBI捜査官。
- リチャード・ラックレフ: ウェイン・デュヴァル - ポリグラフの検査官。
- ナディア・ライト: ニーナ・アリアンダ - ワトソンの事務所の事務員。
- ブルース・ヒューズ: ディラン・カスマン（金馬貴之） - FBI特別捜査官。
- エリック・ルドルフ（英語版）: エリック・メンデンホール（クレジットなし） - 爆弾犯。

## 製作
2014年2月4日、リチャード・ジュエルの伝記映画が製作されることになり、レオナルド・ディカプリオとジョナ・ヒルが主演と製作を兼任することになったと報じられた。9月10日、ポール・グリーングラスに監督のオファーが出ているとの報道があったが、交渉はまとまらなかった。2015年4月1日、クリント・イーストウッドが本作の監督を務める意欲を見せていると報じられた。2016年11月15日、エズラ・エデルマンが監督に起用される見込みだとの報道があった。
2019年4月、ディカプリオとヒルが降板し、製作サイドがイーストウッドに本作の監督のオファーを出していると報じられた。5月24日、ワーナー・ブラザース映画が本作の配給権をディズニー（元々、20世紀フォックスが本作の配給権を持っていたが、ディズニーに買収されたため、配給権はディズニーの手に移った）から購入したとの報道があった。6月、ポール・ウォルター・ハウザー、サム・ロックウェル、キャシー・ベイツ、オリヴィア・ワイルド、ジョン・ハム、イアン・ゴメスの出演が決まった。同月24日、本作の主要撮影がジョージア州アトランタで始まった。7月、ニナ・アリアンダがキャスト入りした。

## 公開
本作は2019年12月13日に全米公開される予定だが、これは第92回アカデミー賞をはじめとする賞レースへのノミネート資格を得るためでもある。
2019年11月20日、AFI映画祭で本作のプレミア上映が行われた。その際、ジュエルの母バーバラ（ボビー）本人が会場に姿を見せた。

## 興行収入
本作は『ジュマンジ/ネクスト・レベル』及び『ブラック・クリスマス』と同じ週に封切られ、公開初週末に1100万ドル前後を稼ぎ出すと予想されていたが、実際の数字はそれを大きく下回るものとなった。2019年12月13日、本作は全米2502館で公開され、公開初週末に468万ドルを稼ぎ出し、週末興行収入ランキング初登場4位となった。この数字はクリント・イーストウッド監督作品としては異例の低さであった。

## 評価

### 映画批評家によるレビュー
本作は批評家から好意的に評価されている。映画批評集積サイトのRotten Tomatoesには278件のレビューがあり、批評家支持率は76%、平均点は10点満点で6.8点となっている。サイト側による批評家の見解の要約は「『リチャード・ジュエル』は実際に起きた出来事を単純化している。しかし、同作によって、クリント・イーストウッドが熟練の映画監督としてまだまだ手腕を発揮できることが証明された。」となっている。また、Metacriticには45件のレビューがあり、加重平均値は68/100となっている。なお、本作のCinemaScoreはAとなっている。

### 受賞歴
| 賞                                   | 部門                 | 対象者                       | 結果       |
| ------------------------------------ | -------------------- | ---------------------------- | ---------- |
| ナショナル・ボード・オブ・レビュー賞 | トップ10映画         |                              | 受賞       |
| ナショナル・ボード・オブ・レビュー賞 | 助演女優賞           | キャシー・ベイツ             | 受賞       |
| ナショナル・ボード・オブ・レビュー賞 | ブレイクスルー演技賞 | ポール・ウォルター・ハウザー | 受賞       |
| AFIアワード                          | トップ10映画         |                              | 受賞       |
| デトロイト映画批評家協会賞           | 助演男優賞           | サム・ロックウェル           | ノミネート |
| デトロイト映画批評家協会賞           | 助演女優賞           | キャシー・ベイツ             | ノミネート |
| デトロイト映画批評家協会賞           | ブレイクスルー演技賞 | ポール・ウォルター・ハウザー | ノミネート |
| ゴールデングローブ賞。               | 映画部門助演女優賞   | キャシー・ベイツ             | ノミネート |
| アカデミー賞                         | 助演女優賞           | キャシー・ベイツ             | ノミネート |

## 論争
作中で、実在の記者キャシー・スクラッグス（1958年9月26日 - 2001年9月2日）がFBIの捜査官を前にセックスと引き換えに情報を引き出そうとする描写があり、問題となった。スクラッグスは2001年9月2日に薬物の過剰摂取により亡くなっており、反論できない状況にある人間に対するこのような描写への反発は強く、批評家や記者の一部は激しく作品を批判し、SNS上では「BoycottRichardJewell」というハッシュタグも作られてボイコット運動が起こった。ハフポストのジェフリー・ヤングは、「女性は身体を使う」という男性によって作り出されたステレオタイプが作品に内在するとの見方が指摘された。キャシーの所属していたアトランタ・ジャーナル＝コンスティチューション（以降AJCと略）は「記者の描写は衝撃的であり、真実ではない」と主張し、クリント・イーストウッド監督とワーナー・ブラザースに書簡を送り、中傷的な方法で誤って描かれているために、場面の一部が脚色されたものであることを正式発表するよう要求した。これに対してワーナー・ブラザースは、映画は情報源に基づいていると主張し、ジュエル氏が疑われていると真っ先に報じたメディアの一つであるAJCが映画を非難するのは残念で皮肉だと述べた。